# Konin (powiat szamotulski)
Konin – wieś w Polsce, położona w województwie wielkopolskim, w powiecie szamotulskim, w gminie Pniewy.
| SIMC    | Nazwa      | Rodzaj     |
| ------- | ---------- | ---------- |
| 1066691 | Konin-Huby | przysiółek |

W latach 1975–1998 wieś należała administracyjnie do województwa poznańskiego.
Wieś szlachecka Konino położona była w 1580 roku w powiecie poznańskim województwa poznańskiego. 